# Cylindrifflugia
Cylindriflugiidae
Famille
Genre
Cylindrifflugia est l'unique genre de la famille des Cylindriflugiidae (ordre des Arcellinida, classe des Tubulinea). 

## Étymologie
Le nom Cylindrifflugia est un mot-valise combinant les mots « cylindrique » et « Difflugia » (genre type de la famille des Difflugiidae).

## Description
L'espèce Cylindrifflugia acuminata a une coquille longue, cylindrique, légèrement effilée de l'extrémité postérieure à l'extrémité antérieure ; l'extrémité postérieure est pointue, ou munie d'un tube, ou munie d'une épine plus ou moins longue, creuse et ouverte. La coquille dont l'ouverture est circulaire, est composée de grains minéraux, plus ou moins mélangés à des écailles de diatomées. Quand l'espèce vit dans la sphaigne, le test peut être entièrement composé de diatomées.
Selon Ehrenberg, cette espèce mesure de 333 à 375 µm.
L'espèce Cylindrifflugia bacillariarum a une coquille transparente, incolore ou jaune-brun clair, ovoïde, sphérique ou piriforme, généralement munie d'une ou deux épines proéminentes, généralement pointues, de longueur variable et positionnées au centre, mais elle peut être déviée sur le côté lorsque la conicité est irrégulière. La coquille est composée de fines plaques siliceuses recouvertes de frustules de diatomées, qui sont unies par un ciment organique. Cette espèce mesure de 57 à 133 µm de longueur.
L'espèce Cylindrifflugia elegans a un contour de coquille rugueux, piriforme, généralement avec une constriction près de l'ouverture pour former un col. La coquille a une corne tubulaire aborale, souvent courbée et perforée à l'apex ; elle est composée de morceaux de quartz angulaires de taille variable, parfois de frustules de diatomées ; ces particules sont liées entre elles par un ciment organique. Son ouverture est généralement circulaire, entourée d'un mélange irrégulier de particules qui sont collectées pour construire une nouvelle coquille. L'apex du test présente parfois deux épines (au lieu d'une seule) placées plus ou moins symétriquement. Son noyau est sphérique, avec, dispersés dans ce dernier, un certain nombre de nucléoles, lesquels présentent de petites lacunes. Selon Penard (1902), la longueur de la coquille est de 80 à 100 µm.
L'espèce Cylindrifflugia lanceolata a une coquille lancéolée, non comprimée, de contour très régulier, hyaline, mince, chitinoïde, et toujours recouverte de particules siliceuses plates et minces, disposées de manière que les côtés paraissent polis et lisses. Fundus (fond de la coquille) presque toujours régulièrement arrondi ; plus rarement, on observe une tendance à une forme ogivale plus ou moins prononcée, voire, dans des cas très exceptionnels, à la formation d'un mamelon terminal. Rarement, on remarque aussi quelques petits calculs à la surface. L'ouverture est circulaire et souvent entourée d'une collerette organique. Le noyau est ovulaire, avec de petits nucléoles arrondis, certains d'entre eux étant aplatis contre la membrane nucléolaire. Cette espèce ne renferme pas de zoochlorelles (en). Selon Penard (1902), la longueur de la coquille est de 140 à 160 µm.

## Liste des espèces
Selon INPN (6 janvier 2025) :
- Cylindrifflugia acuminata (Ehrenberg, 1838) González-Miguéns et al., 2022
  - Basionyme : Difflugia acuminata Ehrenberg, 1838
- Cylindrifflugia bacillariarum (Perty, 1849) González-Miguéns et al., 2022
  - Basionyme : Difflugia bacillariarum Perty, 1849
- Cylindrifflugia elegans (Penard, 1890) González-Miguéns et al., 2022
  - Basionyme : Difflugia elegans Penard, 1890
- Cylindrifflugia lanceolata (Penard, 1890) González-Miguéns et al., 2022
  - Basionyme : Difflugia lanceolata Penard, 1890

## Systématique
Le nom valide de ce taxon est Cylindriflugiidae González-Miguéns (d), Todorov (d), Blandenier (d), Duckert (d), Porfirio-Sousa (d), Ribeiro (d), Ramos (d), Lahr (d), Buckley (d) & Lara (d), 2022. 
Quatre espèces de Difflugia (D. acuminata, D. bacillariarum, D. elegans, D. lanceolata) ont été transférées dans le genre Cylindrifflugia en première approximation pour regrouper des espèces ayant des coquilles longues et/ou pointues. 

## Publication originale
- (en) Rubén González-Miguéns, Milcho T. Todorov, Quentin Blandenier, Clément Duckert, Alfredo L. Porfirio-Sousa, Giulia M. Ribeiro, Diana Ramos, Daniel J. G. Lahr, David Buckley et Enrique Lara, « Deconstructing Difflugia: The tangled evolution of lobose testate amoebae shells (Amoebozoa: Arcellinida) illustrates the importance of convergent evolution in protist phylogeny », Molecular Phylogenetics and Evolution, États-Unis, vol. 175,‎ octobre 2022, p. 107557 (ISSN 1055-7903, e-ISSN 1095-9513, DOI 10.1016/j.ympev.2022.107557, lire en ligne, consulté le 6 janvier 2025).